# Mirosław Podsiadło

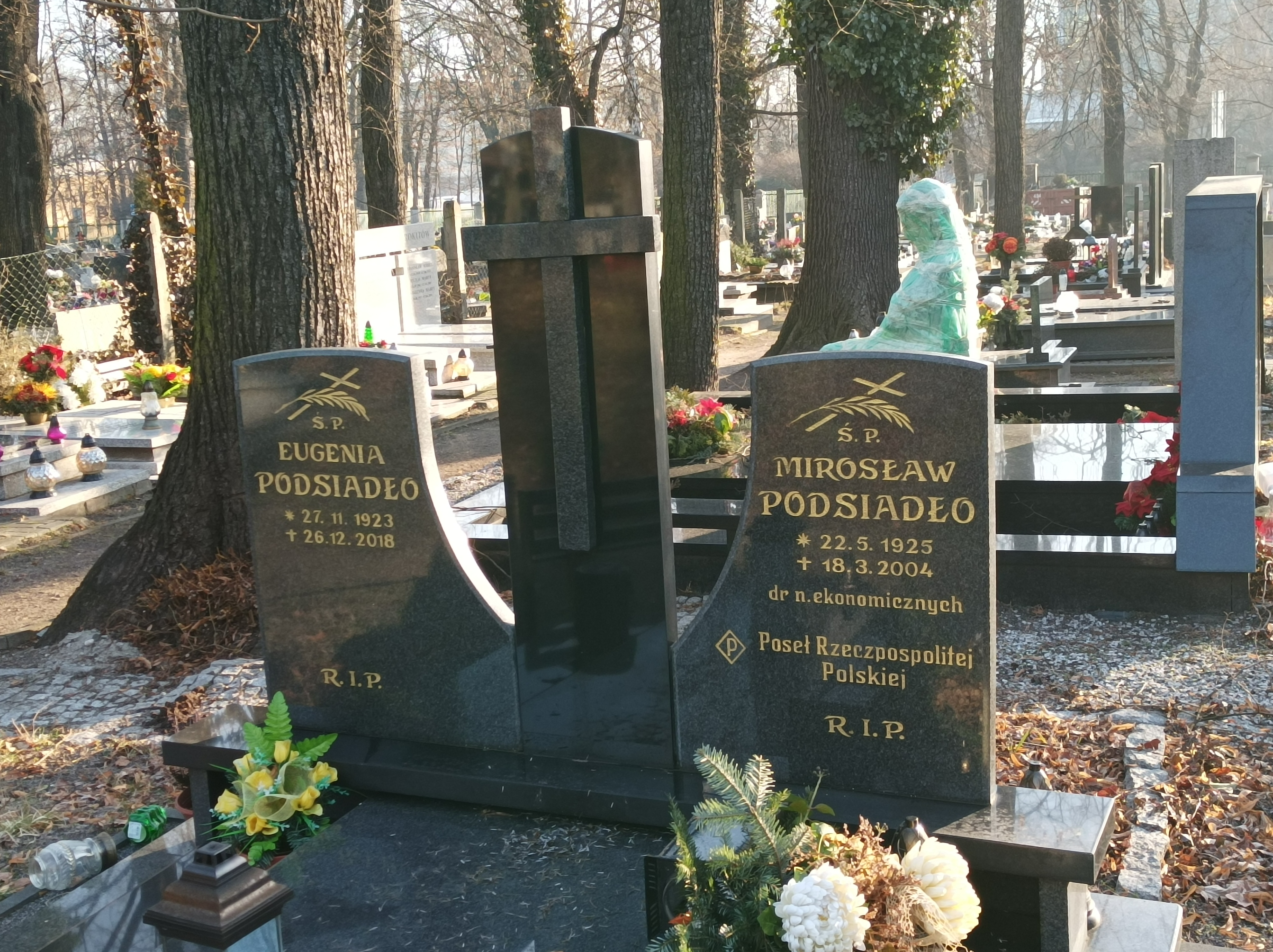
Grób Mirosława Podsiadły na cmentarzu ewangelickim przy ul. Francuskiej w Katowicach

Mirosław Jerzy Podsiadło (ur. 22 maja 1925 w Łodzi, zm. 18 marca 2004) – polski polityk, działacz społeczny, poseł na Sejm III kadencji.

## Życiorys
Ukończył studia na Wydziale Ekonomicznym Uniwersytetu Łódzkiego. W 1971 uzyskał stopień doktora. Przez kilkanaście lat działał w Stowarzyszeniu Polaków Poszkodowanych przez III Rzeszę. Był jego prezesem, później kierował oddziałem wojewódzkim tej organizacji.
Z ramienia Sojuszu Lewicy Demokratycznej pełnił funkcję posła na Sejm III kadencji wybranego z listy ogólnopolskiej. Mandat objął w 1998 po rezygnacji Grzegorza Tuderka. W wyborach parlamentarnych w 2001 nie ubiegał się o reelekcję.
W 2002 prezydent RP Aleksander Kwaśniewski odznaczył go Krzyżem Komandorskim Orderu Odrodzenia Polski.
Pochowany został na cmentarzu ewangelickim przy ul. Francuskiej w Katowicach (kwatera 10/1/20a).